# لوسي ويلسون رايس
لوسي ويلسون رايس (بالإنجليزية: Lucy Wilson Rice)‏ هي رسامة أمريكية، ولدت في 14 مارس 1874، وتوفيت في 12 مارس 1963.